# François de Reynold
Pour les articles homonymes, voir Reynold.
François de Reynold, est un militaire et homme politique français et suisse, né le 25 mai 1642 à Barraux en Dauphiné et mort le 4 décembre 1722 à Versailles. Il est issu d'une famille fribourgeoise de Gardes suisses au service du roi de France. Lieutenant général des armées du roi de France (1702), il participe à de nombreuses batailles, commande les Gardes suisses et siège au Conseil de la guerre. Il est seigneur de Collonges-Bellerive.

## Biographie

### Famille
Il est issu d'une famille patricienne catholique de Fribourg en Suisse. Son ancêtre Jacques de Reynold est reçu bourgeois de Fribourg en 1531 et sa famille y détient ensuite de nombreuses magistratures. Un de ses descendants est l'écrivain Gonzague de Reynold. Cette famille se divise en plusieurs branches. Celle du Gayet, dont est issu François de Reynold, entre au service du roi de France.

En effet, François de Reynold est le fils d'Antoine de Reynold (1611-1684) et de sa seconde épouse, Marie de Bazemont, dame du Gayet. Antoine de Reynold est seigneur de Biviers, Collonges-Bellerive et Gayet (Dauphiné). Il a des fonctions importantes à Fribourg. Garde suisse, il est au service de la France à partir de 1624, participant aux combats de la guerre franco-espagnole en Espagne, en Artois et en Hainaut. Il monte en grade jusqu'à être commandant de brigade et colonel. Il est naturalisé français en 1663.

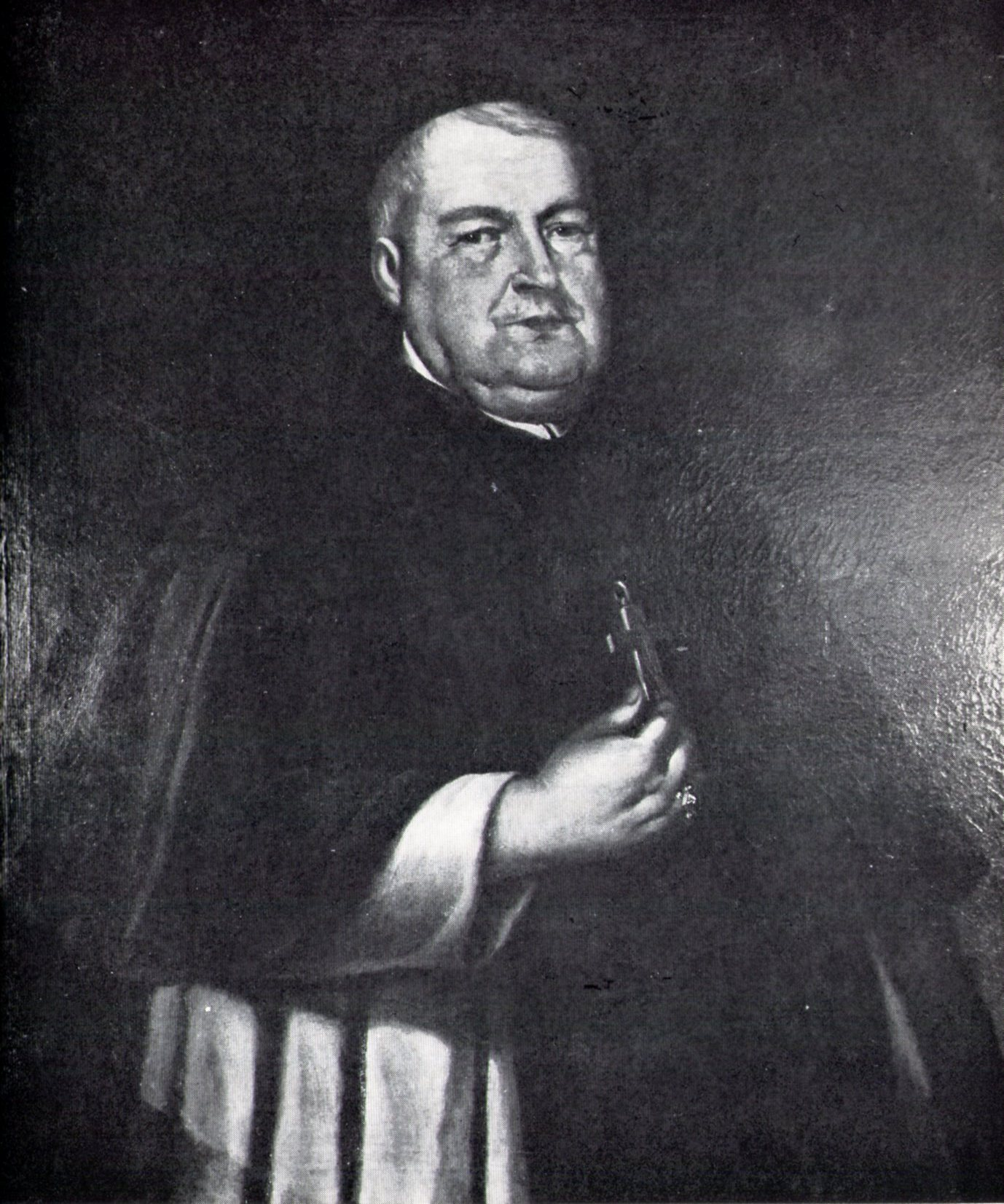
Antoine de Reynold, Abbé de Lucelle (1703-1708)

François de Reynold a plusieurs frères et sœurs.
- Jean de Reynold, né en 1643.
- Louis de Reynold, né en 1644, Garde suisse.
- Ennemond de Reynold, né en 1645, seigneur de Pérolles, Garde suisse.
- Nicolas, né en 1654, seigneur du Gayet, Garde suisse.
- Angélique, née en 1656.
- Marie-Hélène de Reynold, née en 1657.
- Antoine de Reynold (de) (mort en 1708), moine cistercien, est abbé de l'abbaye d'Hauterive en 1700 puis abbé de Lucelle de 1703  à sa mort en 1708. Il y reconstruit les bâtiments conventuels détruits par l'incendie de 1699 et réorganise l'abbaye[5].

### Un Suisse au service du roi de France
François de Reynold, encadré par son père, entre tout jeune aux Gardes suisses, dès 1653, et fait toute sa carrière au service du roi de France. Il fréquente le collège de Fribourg en 1653 et, entre deux campagnes, l'Université de Fribourg en 1655.
Comme son père, il participe à la guerre franco-espagnole. Il est déjà présent aux sièges de Stenay en 1654, à la bataille des Dunes et à la prise de Dunkerque en 1658. Après la paix des Pyrénées, il est cantonné en Flandre et dans les environs de Paris.

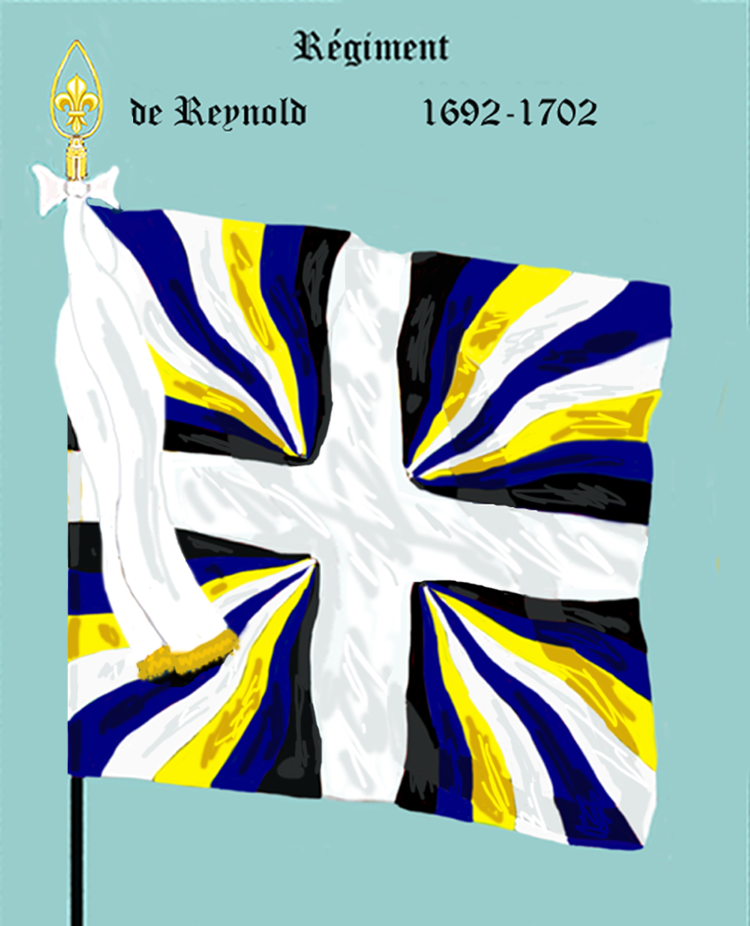
Drapeau du régiment de Reynold

Il participe à de nombreux sièges de villes des Pays-Bas pendant les guerres de Dévolution et de Hollande et des Réunions, dont les sièges de Maastricht de 1673  et de 1676, ceux de Valenciennes et de Cambrai en 1677, d'Ypres en 1678,  de Luxembourg en 1684. Il accompagne le roi dans différentes expéditions, dont la prise de Strasbourg en 1681.
Il est également actif pendant la guerre de la Ligue d'Ausgbourg. Nommé Lieutenant-colonel du régiment des Gardes suisses en 1689 puis brigadier d'infanterie en 1690, il participe notamment aux batailles de Steinkerque (1692), où il propose avec succès d'enfoncer les lignes ennemies l'épée à la main et de Neerwinden (1693) où il est blessé à la jambe. Il est nommé maréchal de camp en 1696. 
En 1702, pendant la guerre de Succession d'Espagne, il devient colonel du régiment des Gardes suisses, contribue à la victoire de Nimègue et est promu au grade de lieutenant-général. L'année suivante, il commande notamment à la bataille d'Ekeren. Il devient en 1704 commandeur de l'ordre de Saint-Louis et se retire du service actif.

### Un soutien du Régent

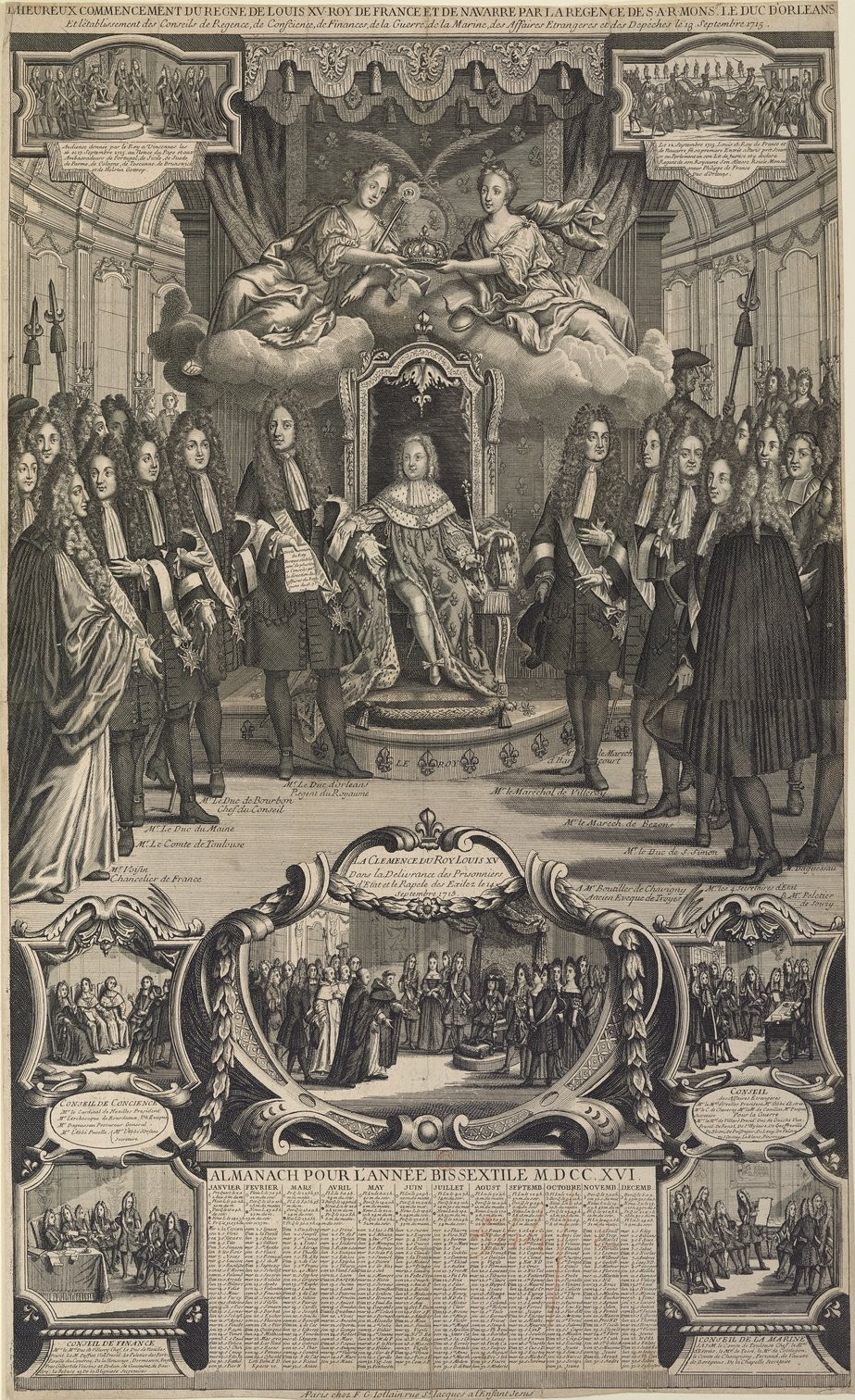
L'heureux commencement du règne de Louis XV, Roy de France et de Navarre par la régence de S. A. R. Monseigneur le duc d'Orléans et l'établissement des Conseils

À la mort de Louis XIV, comme il est en mauvais termes avec le duc du Maine, il se rallie à son adversaire politique, le duc d'Orléans dès le 2 septembre 1715. Il assure ainsi ce dernier du soutien des Gardes suisses, si les événements le nécessitent, pour installer la Régence. Sans l'appui des Gardes françaises, des mousquetaires et des Gardes suisses commandés par Reynold, Philippe d'Orléans ne pouvait pas asseoir son pouvoir le 2 septembre 1715. 
Dans le cadre de la polysynodie mise en place en septembre 1715, et en échange de son soutien, le Régent nomme Reynold au Conseil de la guerre. Il y est naturellement chargé des Suisses. En fait, il y intervient peu.  
Après la suppression de la polysynodie en septembre 1718 et l'accession de Claude Le Blanc au Secrétariat d'Etat de la Guerre, Reynold continue à gérer les questions relatives aux Suisses. Il est colonel général des Suisses et Grisons de 1719 à 1721, remplaçant le duc du Maine. 
Il est anobli avec le titre de comte et devient grand-croix de l'ordre de Saint-Louis en 1720.

### À Fribourg
À Fribourg, la ville d'origine de sa famille, il est membre du Conseil des Deux-Cents (1663), puis du Conseil des Soixante (1702).

### Mariage et descendance
François de Reynold épouse en 1665 Marie Salomé de Hässi, fille de Walter, conseiller de Glaris, capitaine aux Gardes suisses. Antoine de Reynold, père de François, lui laisse alors sa seigneurie de Collonges-Bellerive. Ils ont deux fils.
- Antoine-Walther de Reynold (vers 1666-1713), brigadier d'infanterie aux Gardes suisses, chevalier de l'ordre de Saint-Louis, qui combat avec son père.
- Gabriel-Joseph de Reynold (1672-1726), seigneur de Biviers, capitaine aux Gardes suisses, qui combat également avec son père[6].

## Héraldique et noblesse

### Avant 1647
| Blason | Blasonnement : Coupé : au I, d'azur, à la croix haute pattée mouvant du trait de partition, accompagnée de deux étoiles à six rais, le tout d'argent ; au II, palé de sable et d'argent |

### À partir de 1647
En 1647, par lettres patentes, Louis XIV octroie à la famille de Reynold le droit de porter dans leurs armoiries deux fleurs de lys d'or, en reconnaissance des services militaires rendus par la famille. À partir de cette date, leurs armoiries se blasonnent ainsi :
| Blason | Blasonnement : Coupé : au I, d'azur, à la croix haute pattée d'argent mouvant du trait de partition, accompagnée de deux étoiles du même en chef et de deux fleurs de lis d'or en pointe ; au II, de sable à trois pals d'argent |

On relève ensuite, selon les sources, de nombreuses variations dans les armoiries. Ces lettres d'augmentation d'armoiries de 1647, destinées au père de François de Reynold, Antoine de Reynold et à ses frères, sont interprétées comme des lettres d'anoblissement. Ainsi, François de Reynold est qualifié de noble en 1663.

## Portrait et philatélie
La poste suisse lui consacre un timbre-poste, édité le 15 janvier 1941, dans une série sur des personnages historiques. Le timbre mesure 25x35 mm, est de couleur bleu de Prusse sur du papier orangé et d'une valeur faciale de 1,50 francs suisse (n° Yvert & Tellier 365).
Ce timbre reprend un tableau représentant François de Reynold. Dans les deux cas, ce dernier est figuré tenant un bâton de maréchal, ce qui a pu faire croire qu'il avait atteint cette dignité, alors qu'il n'en est rien, contrairement à beaucoup d'autres membres d'épée du Conseil de la Guerre. Ce tableau est parfois attribué à Hyacinthe Rigaud, à tort. En fait, le portrait de François de Reynold est une copie de la composition utilisée par Rigaud pour son portrait du Grand Dauphin, tenant un bâton de maréchal.